# Маркабрюн
Маркабрю́н (окс. Marcabru, фр. Marcabrun; ок. 1100 (1110), Гасконь — ок. 1150, годы активности 1130-1150) — трубадур гасконского происхождения, считается основоположником тёмного стиля (окс. trobar clus) средневековой провансальской поэзии. Оставил после себя приблизительно 43 произведения преимущественно сатирического характера, созданные между 1130 и 1150 годами. К семи песням Маркабрюна сохранились ноты.

## Жизнь и творчество
В средневековых манускриптах встречаются различные варианты орфографии имени трубадура: Marcabrus, Marchabrus, Marchabru.
Даты рождения и смерти весьма различаются в зависимости от источников. А. Г. Найман указал год рождения около 1130 и год смерти 1149. Большой разброс приведён М. А. Гольдман: предполагаемые годы рождения между 1110 и 1140 годами, годы смерти между 1150 и  1185 годами.
Маркабрюн известен как один из трубадуров низкого происхождения, по преданию, найдёныш, воспитанный богатым человеком. Информация о его жизни содержится в vidas, как правило, мало достоверных. Согласно одной из таких вид, поэт был сыном бедной женщины по имени Маркабрюна. Был усыновлён трубадуром Альдриком де Вилларом, а поэзии учился у Серкамона.
Творчество относится к ранней стадии развития куртуазной поэзии. Маркабрюн был автором первой дошедшей до нас пастурели (L'autrier, jost'una sebissa) и первых сирвент на темы морали.
Поэтическая деятельность трубадура прослеживается с 1130 года, вероятно, при дворе Гильома X. Согласно М. А. Гольдман, трубадур «пел канцоны, романсы, сирвенты, пастурели и другие, главным образом при дворе графов де Шампань». Возможно, в число его покровителей входил и Альфонс VII Кастильский. По крайней мере, в своём знаменитом произведении, названном по-латински Pax in nomine Domini!, он воспевает Испанию как место, где воины очищают душу в сражениях с неверными. Маркабрюн первый из трубадуров поднимает тему морали, падения нравов. В своих сирвентах он обличает похотливость женщин и критикует куртуазную любовь. Для его произведений характерны грубый, приниженный язык, сложная форма, образы, не всегда поддающиеся расшифровке.
Маркабрюна принято считать родоначальником так называемого «закрытого» или «тёмного» стиля провансальской поэзии. Согласно указаниям А. Г. Наймана, к последователям поэта относятся Гаваудан, Алегрет, Пейре Кардиналь.

## L'autrier jost' una sebissa
Пастурель 293,030; XXX в переводе на русский язык А. Г. Наймана «Пастурель, в которой сеньор соблазняет пастушку, но та защищается с большим достоинством и искусством»

| L'autrier jost' una sebissa Trobei pastora mestissa, De joi e de sen massissa, Si cum fîlla de vilana, Cap' e gonel’ e pelissa Vest e camiza treslissa, Sotlars e caussas de lana. Ves lieis vinc per la planissa : « Toza, fi·m ieu, res faitissa, Dol ai car lo freitz vos fissa. » — « Seigner, so·m dis la vilana, Merce Dieu e ma noirissa, Pauc m'o pretz si·l vens m'erissa, Qu'alegreta sui e sana. » — « Toza, fi·m ieu, cauza pia, Destors me sui de la via Per far a vos compaignia ; Quar aitals toza vilana No deu ses pareill paria Pastorgar tanta bestia En aital terra, soldana. » — « Don, fetz ela, qui que·m sia, Ben conosc sen e folia ; La vostra pareillaria, Seigner, so·m dis la vilana, Lai on se tang si s'estia, Que tals la cuid' en bailia Tener, no·n a mas l'ufana. » — « Toza de gentil afaire, Cavaliers fon vostre paire Que·us engenret en la maire, Car fon corteza vilana. Con plus vos gart, m'etz belaire, E per vostre joi m'esclaire, Si·m fossetz un pauc humana ! » — « Don, tot mon ling e mon aire Vei revertir e retraire Al vezoig et a l'araire, Seigner, so·m dis la vilana ; Mas tals se fai cavalgaire C'atrestal deuria faire Los seis jorns de la setmana. » — « Toza, fi· m ieu, gentils fada, Vos adastret, quam fos nada, D'una beutat, esmerada Sobre tot' autra vilana ; E seria·us ben doblada, Si·m vezi' una vegada, Sobira e vos sotrana. » — « Seigner, tan m'avetz lauzada, Que tota·n sui enojada ; Pois en pretz m' avetz levada, Seigner, so·m dis la vilana, Per so n'auretz per soudada Al partir : bada, fols, bada, E la muz'a meliana. » — « Toz', estraing cor e salvatge Adomesg' om per uzatge. Ben conosc al trespassatge Qu'ab aital toza vilana Pot hom far ric compaignatge Ab amistat de coratge, Si l’us l'autre non engana. » — « Don, hom coitatz de follatge Jur' e pliu e promet gatge : Si·m fariatz homenatge, Seigner, so·m dis la vilana ; Mas ieu, per un pauc d'intratge, Non vuoil ges mon piucellatge, Camjar per nom de putana. » — « Toza, tota creatura Revertis a sa natura : Pareillar pareilladura Devem, ieu e vos, vilana, A l'abric lonc la pastura, Car plus n'estaretz segura Per far la cauza doussana. » — « Don, oc ; mas segon dreitura Cerca fols sa follatura, Cortes cortez' aventura, E·il vilans ab la vilana ; En tal loc fai sens fraitura On hom non garda mezura, So ditz la gens anciana. » — « Toza, de vostra figura Non vi autra plus tafura Ni de son cor plus trefana. » — « Don, lo cavecs vos ahura, Que tals bad' en la peintura Qu'autre n'espera la mana. » Орфография текста по Dejeanne, Jean Marie Lucien | Как-то раз на той неделе Брел я пастбищем без цели, И глаза мои узрели Вдруг пастушку, дочь мужлана: На ногах чулки белели, Шарф и вязанка на теле, Плащ и шуба из барана. Я приблизился. «Ужели, Дева, — с губ слова слетели, — Вас морозы одолели?» «Нет, — сказала дочь мужлана, — Бог с кормилицей хотели, Чтобы я от злой метели Становилась лишь румяна». «Дева, — я сказал, — отрада Вы для рыцарского взгляда, Как и крепкая ограда Я для дочери мужлана; Вы одна пасете стадо Средь долин, терпя от града, Ливня, ветра и бурана». «Дон, — в ответ она, — измлада Знаю я, чего мне надо; Чары ваших слов — привада, — Мне сказала дочь мужлана, — Для таких, кто ценность клада Видит в блеске лишь; услада Их — вдыхать пары дурмана». «Дева, вы милы, пригожи, С дочерью сеньора схожи Речью — иль к себе на ложе Мать пустила не мужлана; Но, увы, я девы строже Вас не видел: как, о боже, Выбраться мне из капкана?» «Дон, родня моя — ни кожи, Бели всмотритесь, ни рожи, Их удел — кирка да вожжи, — Мне сказала дочь мужлана, — Но творить одно и то же Каждый божий день — негоже И для рыцарского сана». «Дева, в вас видна порода, Одарила вас природа, Словно знатного вы рода, А совсем не дочь мужлана; Но присуща ль вам свобода? Не хотите ль, будь вы подо Мной, заняться делом рьяно?» «Ваши речи полны меда, Но, сеньор, такого рода Куртуазность — ныне мода, — Мне сказала дочь мужлана. — Прячет ваш подход невзгоду, Так что: ходу, дурень, ходу! Иль вам кажется, что рано?» «Дева, этот тон суровый, Этот ваш ответ бредовый Не пристал ничуть здоровой Духом дочери мужлана; Вежество пускай основой Станет нам для дружбы новой Без взаимного обмана». «Дон, лишь вовсе безголовый Соблазняет нас обновой — Мил сеньор, служить готовый, — Мне сказала дочь мужлана. — Но за этот дар грошовый Шлюхой числиться дешевой?! Нет, наград не стоит рана!» «Дева, связан мир рутиной — Со своею половиной Ищет встречи всяк: мужчиной Я рожден, вы — дочь мужлана; Мне теперь не луговиной, Но влекущею пучиной Эта кажется поляна». «Дон, но следствие с причиной Связано, дурь — с дурачиной, Вежество — с учтивой миной, И с мужланом — дочь мужлана; Золотою серединой Курс держать, борясь с судьбиной, — Вот суть жизненного плана». «Дева с благостной личиной, Знать, за логикой змеиной Вы не лезли в глубь кармана». «Дон, тревожен крик совиный; Тот — ждет манны; пред картиной Этот — в позе истукана». Перевод А. Г. Наймана |

## Ноты
- Пастурель «L'autrier jost' una sebissa» // История западноевропейской музыки до 1789 г.: Нотные примеры / Ливанова Т. Н.. — М.—Л.: Музгиз, 1940. — С. 14. — 322 с.